# Wat Phnom

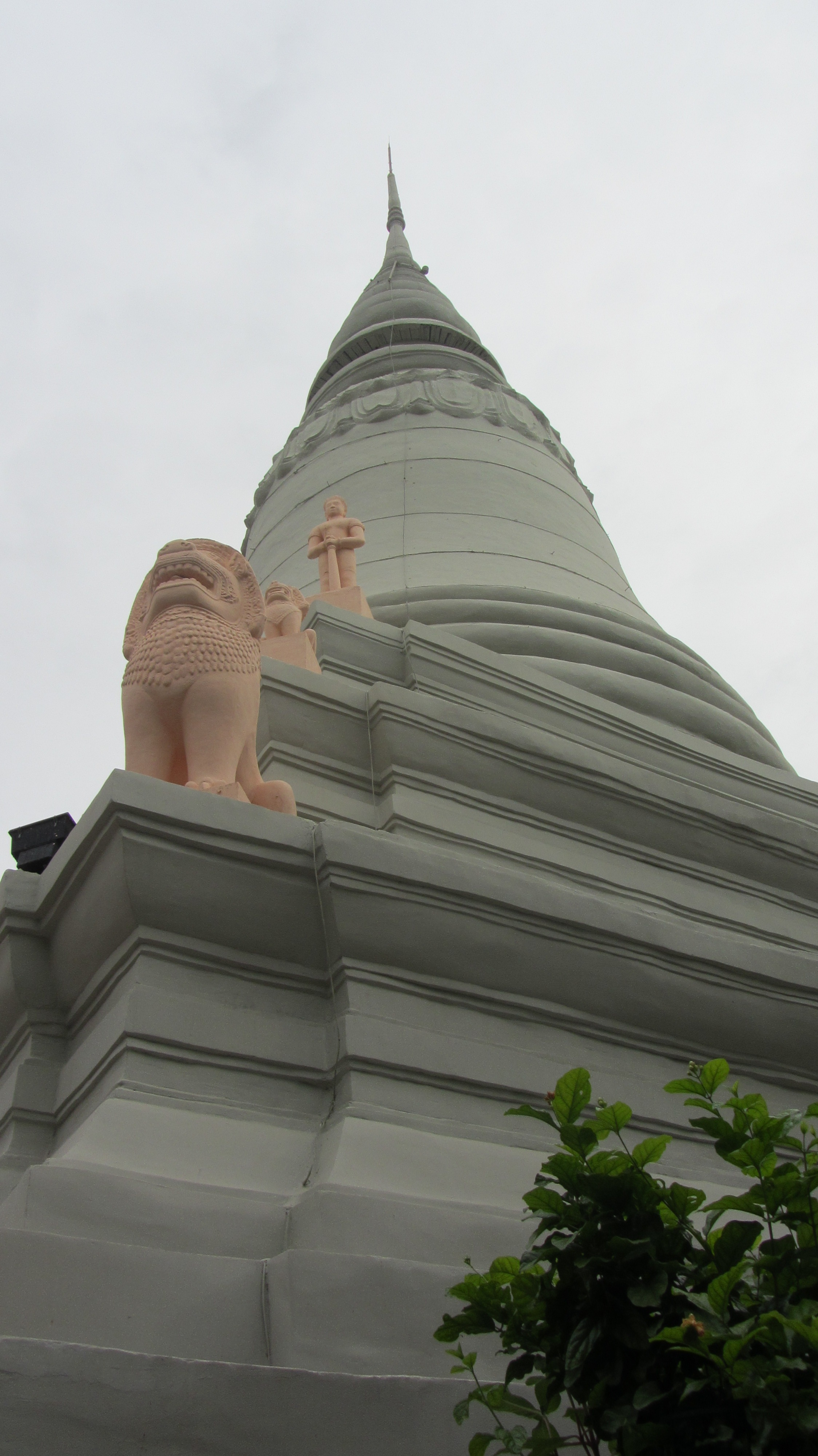
La estupa principal de Wat Phnom.

Wat Phnom (en camboyano វត្តភ្នំ, literalmente "Pagoda de la Montaña") es un templo budista (wat) situado en Nom Pen, Camboya. Fue construido en 1373, y se sitúa a 27 metros por encima del terreno. Es el edificio religioso más alto de la ciudad. La pagoda recibió el nombre de Wat Preah Chedey Borapaut.

## Historia
La leyenda cuenta que Daun Penh, una viuda rica, encontró un gran árbol koki en el río. Dentro del árbol encontró cuatro estatuas de bronce de Buda. Daun Penh construyó un pequeño templo en una colina artificial construida por los habitantes del pueblo para proteger las estatuas sagradas. Este templo se convertiría en un lugar sagrado y santuario donde la gente haría bendiciones y rezaría.
En el año 1437 el Rey Ponhea Yat ordenó a Su Excelencia Decho Srei que elevara la colina aún más alta cuando finalizara la construcción del nuevo Palacio Real en la nueva ciudad que llamó Krong Chaktomok Mongkol o simplemente Nom Pen. La gran estupa justo al oeste del santuario contiene las cenizas del rey y la familia real. 
Wat Phnom es el centro de la celebración del Año Nuevo Camboyano y Pchum Ben.

## Arquitectura
El santuario fue reconstruido varias veces en el siglo XIX y una vez más en 1926. El interior tiene un altar central con una gran estatua de bronce de Buda sentado, rodeado por otras estatuas, flores, velas y objetos de  culto. Las paredes están cubiertas con murales, especialmente de historias Jataka de las encarnaciones de Buda antes de su iluminación. También hay murales que representan historias del Reamker, la versión camboyana del Ramayana. Los murales más recientes son equilibrados, tradicionales y modernos. 
En la esquina sudoeste del vihear (sala de oración) y la estupa, hay un pequeño templo dedicado a la Señora Penh. La parte delantera está a menudo abarrotada de fieles llevando sus oraciones y ofrendas de alimentos a la mujer considerada responsable de la fundación del wat.
|                          |                                             |                     |
| Estatua del Rey Sisowath | La escalera principal que lleva a la pagoda | La pagoda principal |